# If I Were a Boy
If I Were a Boy – piosenka amerykańskiej rhythm and bluesowej wokalistki Beyoncé Knowles, pochodząca z jej trzeciego albumu solowego, I Am… Sasha Fierce.
Singel odniósł duży sukces komercyjny, a także stał się najpopularniejszym utworem Knowles w Wielkiej Brytanii, gdzie rozszedł się w ponad 588.000 kopii. „If I Were a Boy” był również 58. najlepiej sprzedającym się singlem dekady w tymże kraju.

## Geneza utworu
Autorką większości tekstu piosenki była początkująca piosenkarka BC Jean, którą do napisania „If I Were a Boy” zainspirował rozpad jej związku. Jean oraz producent muzyczny Toby Gad spacerowali po Times Square, kiedy zobaczyli budkę z hot dogami. Według Del Mar Times, „Jean narzekała, że starała się trzymać jak najdalej od niej i uznała, że gdyby była facetem, mogłaby prawdopodobnie zjeść hot doga bez żalu. Doprowadziło ją to do rozważań, że gdyby nim się stała, na pewno byłaby lepsza od swojego eks.” Gad zaproponował, aby „powtórzyła i zarejestrowała swoje słowa”. Powrócili do studia, gdzie w 15 minut napisali piosenkę, a Jean nagrała jej własną wersję. Beyoncé stworzyła własną wersję po tym, jak wykonanie BC Jean zostało odrzucone przez wytwórnię.
Hiszpańskojęzyczne wykonanie piosenki, „Si Yo Fuera un Chico”, dostępna jest na hiszpańskiej wersji albumu w iTunes. Wersja ta posiada własny wideoklip, zmontowany w sposób podobny do „Irreemplazable”.
Remiks „If I Were a Boy” został nagrany z udziałem R. Kelly’ego, który odpowiada w nim na słowa śpiewane przez Knowles. Wersja ta ma formę konwersacji.

## Kontrowersje
Knowles została posądzona przez dziennikarza Rogera Friedmana z FoxNews.com o kradzież „If I Were A Boy” BC Jean. W artykule opublikowanym 14 października 2008 roku przedstawił sprawę z perspektywy Jean, pisząc:

Ona nie miała pojęcia, że Beyoncé w ogóle nagrała jej piosenkę, dopóki nie dostała telefonu od nieznajomego, który ją o tym poinformował. Według źródeł, wraz z matką/menedżerką [Lori Carlson] były otoczone przez ludzi Beyoncé oraz innych, którzy widzieli w „If I Were A Boy” złoto i chcieli za wszelką cenę pozyskać utwór. Wielu ludzi znało agresywną pogoń Mathew Knowlesa za regulacją praw autorskich potencjalnych hitów. Jego celem było zdobyć prawa do piosenki i umieścić Beyoncé na liście jej autorów.

Ostatecznie Knowles nie została jednak wymieniona jako współautorka utworu.
Friedman obwinił za zaistniałą sytuację Toby’ego Gada:

Wiem, że BC Jean napisała i nagrała masę piosenek, a Gad miał wyprodukować jej album. Jednak gdy umowa została zerwana Gad, który był wymieniany jako współautor ponad 300 utworów, zabrał je i zaczął oferować ścieżki znanym artystom. Wśród tychże piosenek jest m.in. „Big Girls Don’t Cry” Fergie.

Fox News poinformowała, że Knowles i BC Jean doszły do porozumienia, a ich umowa zakłada prawdopodobnie, że Beyoncé nagra z Jean wspólny utwór na debiutancki album BC.

## Popularność
„If I Were a Boy” zadebiutował 2 października 2008 roku na 100. pozycji Billboard Hot 100, wyłącznie w oparciu o emisję w stacjach radiowych. Tydzień później singel awansował na 68. miejsce, a w trzecim tygodniu, dzięki sprzedaży w wysokości 190.000 kopii, dotarł na 3. miejsce. W następnym tygodniu spadł na 5. pozycję, po czym ponownie powrócił na 3. miejsce. Jednocześnie utwór uplasował się na szczycie Hot Digital Songs, rozchodząc się w 170.000 egzemplarzy. Siedem dni później na 1. pozycji zastąpił go inny singel Knowles, „Single Ladies (Put a Ring on It)” z 204.000 kopii, podczas gdy wynik „If I Were a Boy” wyniósł kolejne 160.000 kopii. W ciągu pięciu tygodni od premiery piosenka rozeszła się w 974.000 kopii. 13 października 2009 roku „If I Were a Boy” pokrył się dwukrotną platyną w Stanach Zjednoczonych ze sprzedażą powyżej 2.000.000 kopii. Beyoncé stała się siódmą wokalistką w historii, której dwa single przebywały jednocześnie w pierwszej piątce listy.
26 października 2008 roku „If I Were a Boy” stał się najwyższym debiutem tygodnia oraz drugim najwyższym debiutem w twórczości Beyoncé w Australii, gdy uplasował się na 12. miejscu Australian Singles Chart w oparciu o sprzedaż digital download. W następnym tygodniu singel awansował na szczyt listy. W Nowej Zlenadii piosenka zadebiutowała na 8. pozycji, po czym awansowała na 2. miejsce. „If I Were a Boy” pokryła się w tym kraju platyną za sprzedaż powyżej 15.000 kopii. W Wielkiej Brytanii singel zadebiutował na 2. pozycji UK Singles Chart, rozchodząc się w pierwszym tygodniu w 64.554 kopii. Tydzień później spadł na miejsce 3. z 57.917 kopii, a w trzecim tygodniu „If I Were a Boy” dotarł na szczyt notowania, sprzedając się w 47.949 egzemplarzy. Był tym samym czwartym solowym singlem numer jeden Knowles w tym kraju. „If I Were A Boy” była 16. najlepiej sprzedającą się piosenką 2008 roku w Wielkiej Brytanii. Singel spędził również 5 tygodni na 1. pozycji UK R&B Chart, a został zastąpiony przez inną ścieżkę wokalistki, „Single Ladies (Put a Ring on It)”. „If I Were a Boy” stał się najlepiej sprzedającym utworem Knowles w Wielkiej Brytanii, gdzie rozszedł się w sumie w ponad 588.000 kopii. Poza tym singel był 58. najlepiej sprzedającym się singlem dekady w tymże kraju.

## Teledysk
Wideoklip do „If I Were a Boy”, który został wyreżyserowany przez Jake’a Navę, nakręcony został w trybie monochromatycznym i ukazuje zwyczajny dzień pary, w której następuje zamiana ról, co zostaje wyjaśnione dopiero na końcu teledysku. Początkowo Knowles wciela się w rolę policjantki, a jej mąż jest pracownikiem biurowym. Teledysk rozpoczyna się sceną, w której mężczyzna przygotowuje śniadanie, jednak Beyoncé śpiesząc się do pracy, szybko wychodzi z domu. Na ulicy czeka na nią policyjny partner (zagrał go model Ryan Locke). Podczas gdy Knowles spędza wieczór w barze z kolegami z pracy, jej mąż wybiera dla niej prezent przez Internet. Postanawia zostać w pracy, odmawiając znajomym wspólnego wyjścia do restauracji. W międzyczasie dzwoni do żony, jednak jest ignorowany, ponieważ jest ona zajęta spotkaniem. Tego wieczora wspólnie wychodzą na przyjęcie, na którym Knowles tańczy ze swoim partnerem z pracy. Po powrocie do domu mąż konfrontuje się z nią na temat jej zachowania. W tym momencie role się odwracają i okazuje się, że to Beyoncé pracuje w biurze, a jej mąż jest policjantem, którego partnerką jest kobieta.
Wideoklip umieszczony został na 72. miejscu listy BET: Notarized Top 100 Videos of 2008 oraz 29. miejscu listy BET J Last Call 2008! Top 50 Countdown.

## Pozycje na listach
| Lista (2008/2009)                    | Najwyższa pozycja |
| ------------------------------------ | ----------------- |
| Australian Singles Chart             | 3                 |
| Austria Top 40                       | 3                 |
| Belgium Singles Chart (Flandria)     | 4                 |
| Belgium Singles Chart (Walonia)      | 9                 |
| Canadian Hot 100                     | 4                 |
| Danish Singles Chart                 | 1                 |
| Dutch Top 40                         | 1                 |
| European Hot 100 Singles             | 1                 |
| Finnish Singles Chart                | 11                |
| French Singles Chart                 | 5                 |
| German Singles Chart                 | 3                 |
| Greek Singles Chart                  | 9                 |
| Irish Singles Chart                  | 2                 |
| Italian Singles Chart                | 4                 |
| Japan Hot 100                        | 10                |
| New Zealand Singles Chart            | 2                 |
| Norwegian Singles Chart              | 1                 |
| Polish Airplay Chart                 | 2                 |
| Spanish Singles Chart                | 1                 |
| Swedish Singles Chart                | 1                 |
| Swiss Singles Chart                  | 3                 |
| Turkey Top 20                        | 2                 |
| UK Singles Chart                     | 1                 |
| UK R&B Chart                         | 1                 |
| U.S. Billboard Hot 100               | 3                 |
| U.S. Billboard Hot R&B/Hip-Hop Songs | 16                |
| U.S. Billboard Hot Dance Club Play   | 2                 |
| U.S. Billboard Pop 100               | 6                 |

### Certyfikaty
| Kraj              | Certyfikat | Sprzedaż   |
| ----------------- | ---------- | ---------- |
| Australia         | Platyna    | 70.000+    |
| Kanada            | 2x Platyna | 80.000+    |
| Niemcy            | Złoto      | 150.000+   |
| Nowa Zlendia      | Platyna    | 15.000+    |
| Szwajcaria        | Złoto      | 15.000+    |
| Hiszpania         | Platyna    | 40.000+    |
| Dania             | Platyna    | 8.000+     |
| Szwecja           | Złoto      | 10.000+    |
| Wielka Brytania   | Platyna    | 588.000+   |
| Stany Zjednoczone | 2x Platyna | 2.200.000+ |